# Bogumił Szmal
Bogumił Szmal (ur. 17 maja 1924 w Sosnowcu, zm. 9 czerwca 2005 w Poznaniu) – polski botanik, fizjolog roślin, nauczyciel akademicki (doktor) związany z Akademią Rolniczą w Poznaniu.

## Życiorys
Był absolwentem IV Liceum Ogólnokształcącego w Sosnowcu (1939), a potem Wydziału Rolniczego Akademii Rolniczej w Poznaniu. Następnie pozostawał długoletnim wykładowcą Katedry Fizjologii Roślin tej uczelni. W zakres jego zainteresowań naukowych wchodziły fizjologiczne aspekty uprawy i plonowania zbóż, jak również możliwości ograniczania negatywnych skutków suszy. Poświęcał też wiele czasu modernizacji i polepszaniu procesów dydaktycznych. Autor patentu kiełkownika przydatnego w prowadzeniu biotestów podczas badań fizjologicznych. Współautor pierwszego w katedrze i jednego z pierwszych na uczelni skryptów z ćwiczeniami - Ćwiczenia z fizjologii roślin (używany w latach 1962-1994). Na emeryturze od 1990.